# Segelhandschuh

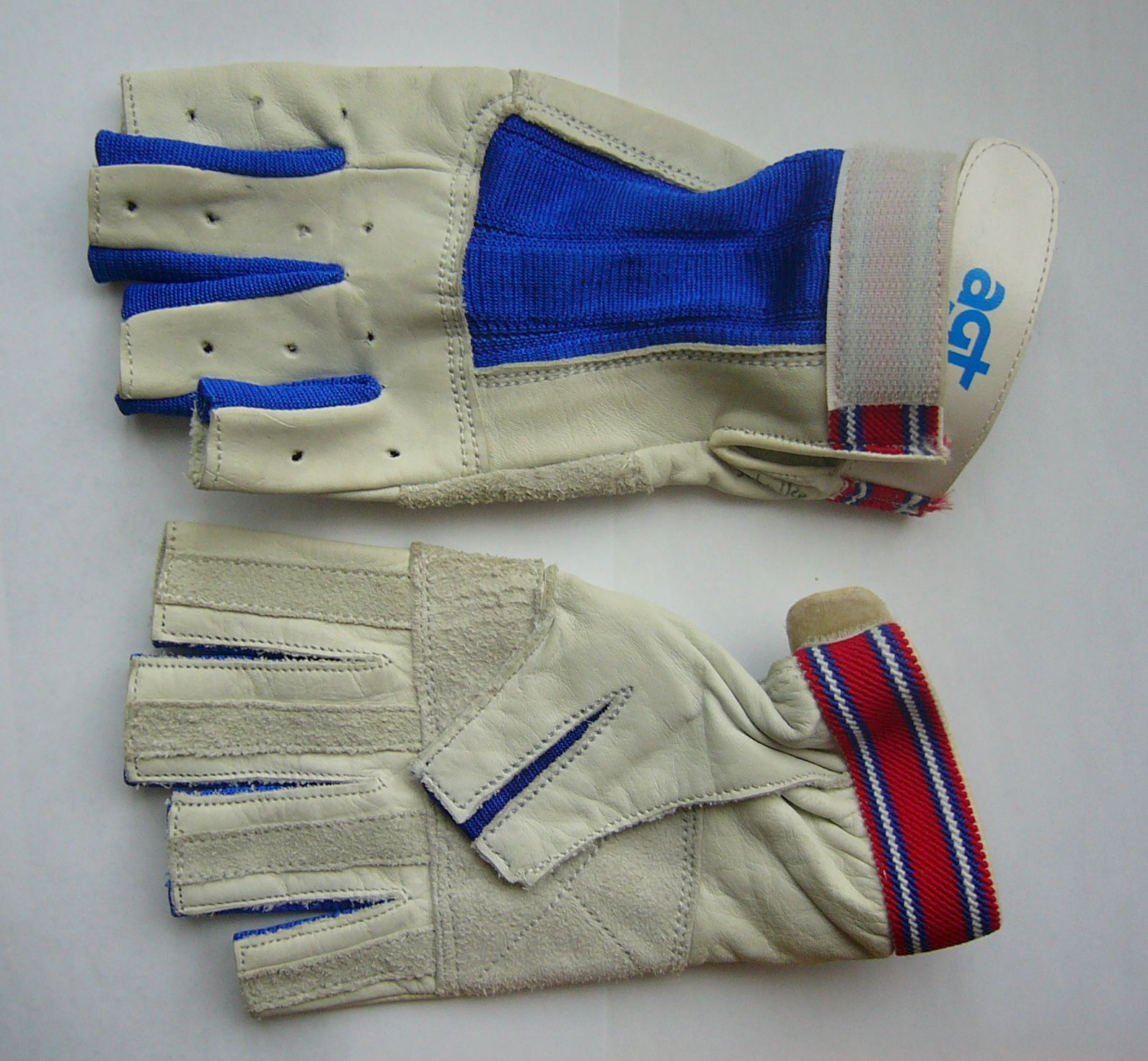
Segelhandschuh zum Jollensegeln

Ein Segelhandschuh (nicht zu verwechseln mit dem Segelmacherhandschuh) ist ein Handschuh, der z. B. beim Jollensegeln verwendet wird.
Er ähnelt Fahrradhandschuhen, hat also keine Fingerkuppen. Das ermöglicht Knoten korrekt zu legen. Belastete Stellen werden durch eine Lederpolsterung verstärkt. Die Hände werden so vor Verletzungen durch das laufende Gut geschützt. Das sonstige Gewebematerial ist bei Qualitätshandschuhen schnelltrocknend.